# Polar Air Cargo
Pour les articles homonymes, voir Polar.

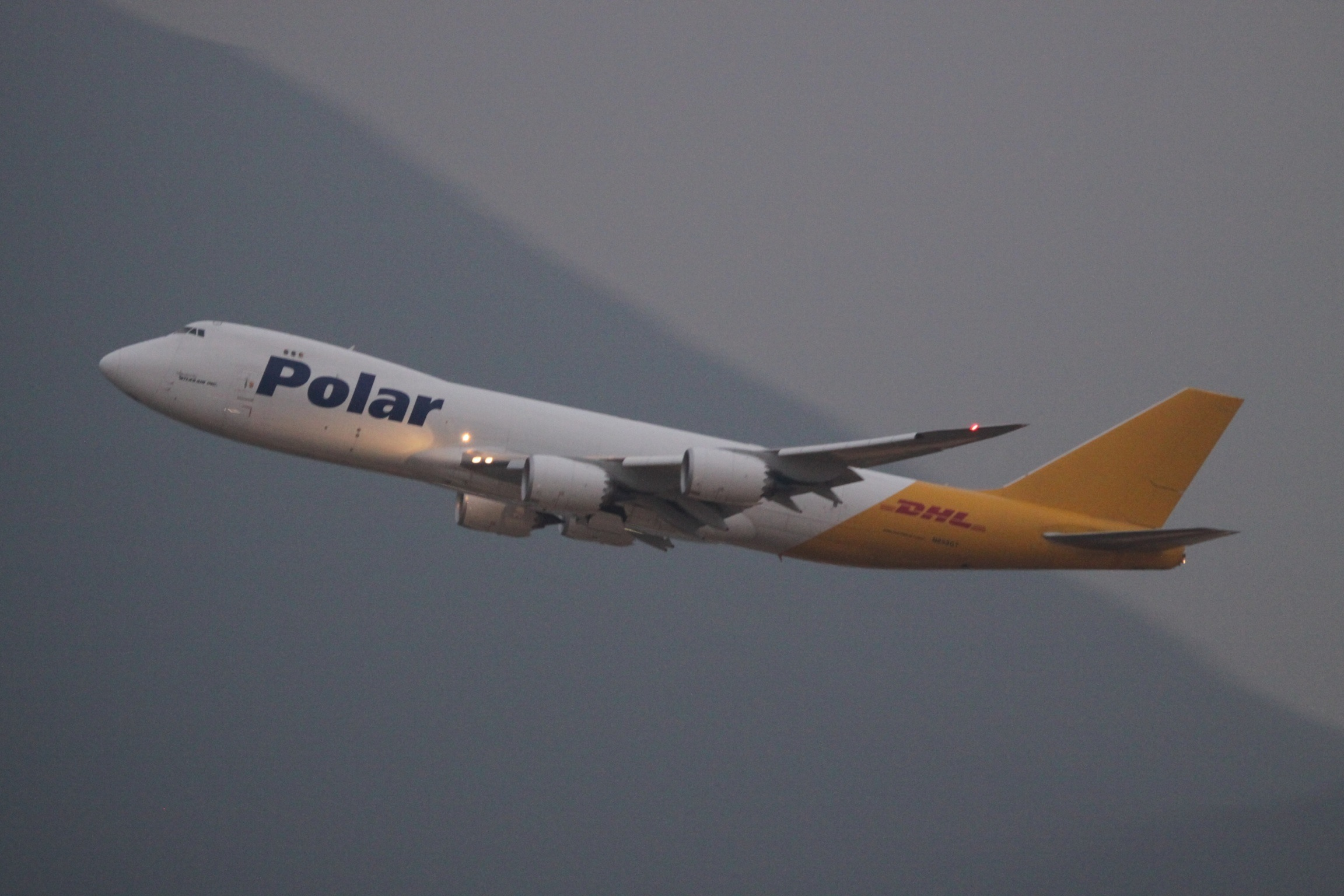
Un Boeing 747-8F de la Polar Air Cargo aux couleurs de la DHL à l'aéroport international de Hong Kong en 2013.

Polar Air Cargo est une compagnie aérienne cargo américaine fondée en 1993 et basée à Purchase dans l'État de New York.

## Flotte

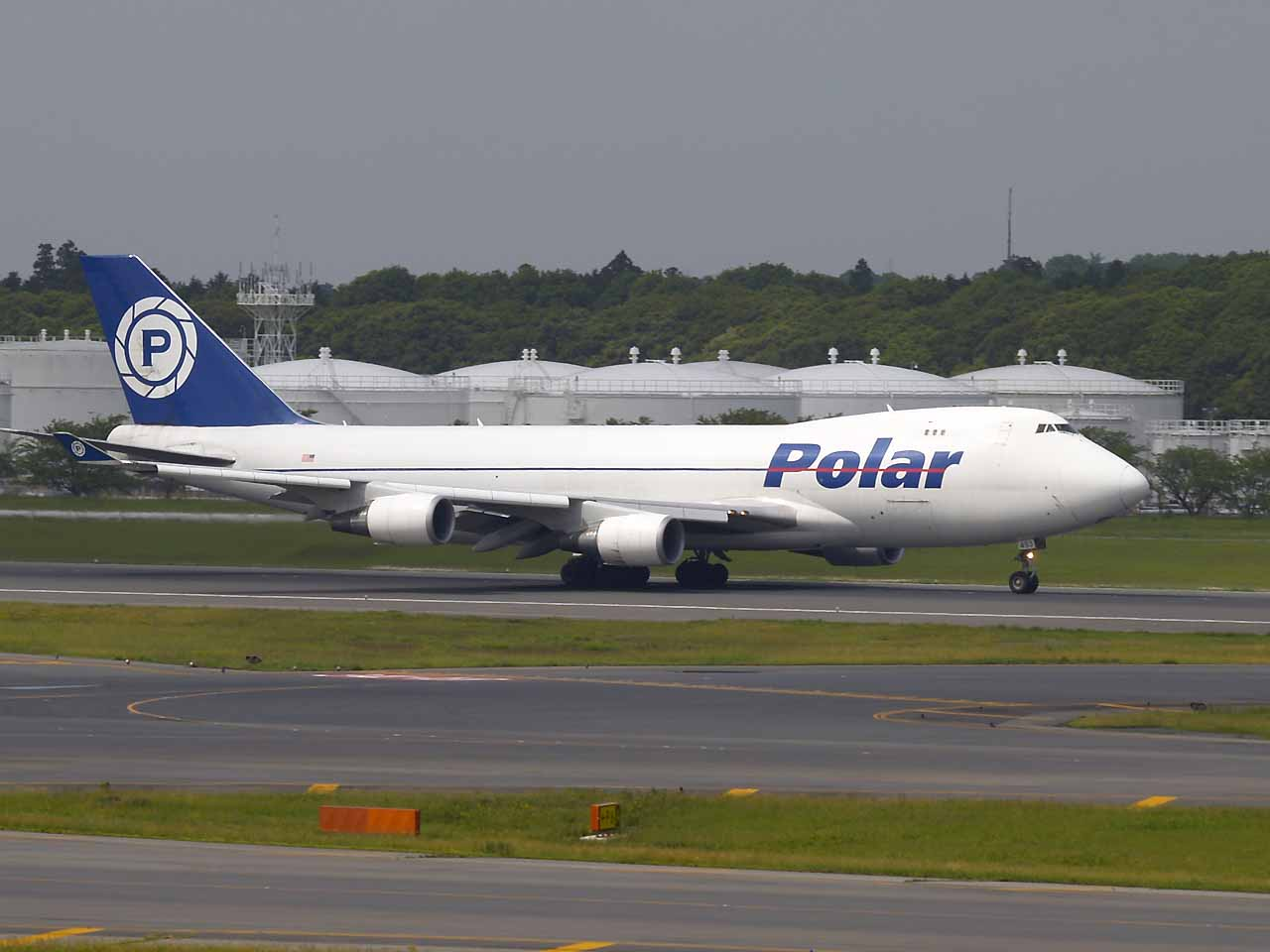
Un Boeing 747-46NF (N453PA) de Polar Air Cargo.

En mars 2013, la flotte de Polar Air Cargo était composée de sept Boeing 747-400F et d'un Boeing 747-8F : 